# Salomon Juneau
Salomon Laurent Juneau (9 août 1793 - 14 novembre 1856) est un homme politique américain né à Repentigny au Québec.
Il fonda la ville de Milwaukee dans l'État du Wisconsin en 1818 et en fut le premier maire de 1846 à 1847. 
Son neveu est Joseph Juneau (1836-1899), le chercheur d'or qui donna son nom à la ville de Juneau, la capitale de l'Alaska. 